# Eucalyptus saligna
Espèce
Classification phylogénétique
Eucalyptus saligna, appelé communément gommier bleu de Sydney, est une espèce de plantes à fleurs du genre Eucalyptus et de la famille des Myrtaceae. C'est un arbre trouvé dans l'est de l'Australie.

## Description
Eucalyptus saligna est un arbre qui peut atteindre 65 m de haut
. L'écorce est lisse sur tout l'arbre et reste parfois au fond de la tige, est blanche poudreuse ou grise à brun pâle et se décolle en petits rubans ou écussons,. L'écorce des petites branches est verte. Il n'y a pas de glandes à huile dans la moelle des jeunes branches ou dans l'écorce.
Eucalyptus saligna est hétérophylle. Les feuilles sont toujours divisées en pétiole et en limbe. La feuille sur les jeunes spécimens est ovée et vert brillant à vert foncé. Chez les spécimens d'âge moyen, le limbe des feuilles a également la forme d'un œuf d'une longueur d'environ 12 cm et d'une largeur d'environ 5 cm, droit, vert entier et brillant à vert foncé. Les pétioles des spécimens adultes ont une longueur de 15 à 25 mm et sont étroites, aplaties ou en forme de canal,. La feuille du limbe des exemplaires adultes est avec des couleurs différentes des côtés supérieur et inférieur, vert foncé ou brillant, a une longueur de 10 à 17 cm et une largeur de 2 à 3 cm,, large à lancéolé, relativement épaisse, en forme de croissant et a une extrémité supérieure plus ou moins pointue. Les nerfs latéraux à peine visibles vont à de petites distances à un angle obtus du nerf central. Les cotylédons sont en forme de rein inverse.
La tige d'inflorescence étroite ou aplatie d'une longueur de 4 à 18 mm, et d'un diamètre de jusqu'à 3 mm se tient dans une inflorescence simple de sept à onze fleurs ensemble. Les tiges de fleurs sont, si elles sont disponibles, jusqu'à 3 mm de long et à tige ronde. Les boutons floraux non-bleu-vert farinés ou dépolis ont une forme cylindrique ou en forme d'œuf avec une longueur de 5 à 8 mm mm et un diamètre de 3 à 4 mm,. Les sépales forment un calyptre qui tombe tôt. Le calyptre lisse est conique et légèrement en forme de bec, aussi long ou deux fois plus long que la coupe de l'hypanthium et aussi large que celui-ci,. Les fleurs sont blanches ou blanc crème.
Le fruit pédonculé ou sessile est cylindrique d'une longueur de 5 à 8 mm et d'un diamètre de 4 à 7 mm, en forme de poire ou de cloche, et présent trois à quatre fois.

## Répartition et habitat
Eucalyptus saligna se trouve généralement à moins de 120 km de la côte dans son aire de répartition de la côte sud de la Nouvelle-Galles du Sud à Maryborough dans le centre du Queensland. Au nord-ouest, on le trouve dans des populations disjointes dans le centre du Queensland : Le parc national d'Eungella, le parc national de Kroombit Tops, le plateau de Consuelo, le parc national du plateau de Blackdown et les gorges de Carnarvon.
Il pousse dans de hautes forêts dans des zones plus abritées, sur des sols argileux ou limoneux et dans des sables alluvionnaires. Il est un élément important de la canopée de la communauté menacée de la Blue Gum High Forest.
Les espèces associées sont Eucalyptus pilularis, Eucalyptus pilularis, Eucalyptus paniculata, Eucalyptus deanei, Eucalyptus grandis, Eucalyptus microcorys, Eucalyptus eugenioides, Eucalyptus viminalis, Eucalyptus elata, Eucalyptus punctata, Eucalyptus propinqua, Angophora floribunda, Corymbia maculata, Syncarpia glomulifera, Lophostemon confertus, Allocasuarina torulosa.

## Écologie
Eucalyptus saligna se régénère en repoussant des bourgeons épicormiques sur le tronc et les branches inférieures après le feu de brousse. Les arbres vivent plus de deux cents ans. Le renard volant à tête grise mange les fleurs, le koala mange les feuilles et la perruche de Pennant mange les graines. Les espèces de longicorne Paroplites australis, Agrianome spinicollis et Tessaromma undatum ont été observées sur le gommier.
La présence du Méliphage à sourcils noirs et des insectes du genre Glycaspis est corrélée avec le dépérissement de la canopée de Eucalyptus saligna.

## Exploitation
Le bois de cette espèce est lourd (environ 850 kg/m3), assez dur, grossier, même texturé et raisonnablement facile à travailler. Il est utilisé pour la construction générale de bâtiments, de lambris et la construction de bateaux, et est très prisé pour les revêtements de sol et les meubles en raison de sa riche couleur miel foncé.

## Source de la traduction
- (en) Cet article est partiellement ou en totalité issu de l’article de Wikipédia en anglais intitulé « Eucalyptus saligna » (voir la liste des auteurs).